# Tofieldia divergens
Tofieldia divergens là một loài thực vật có hoa trong họ Tofieldiaceae. Loài này được Bureau & Franch. miêu tả khoa học đầu tiên năm 1891.